# ランブルスコ

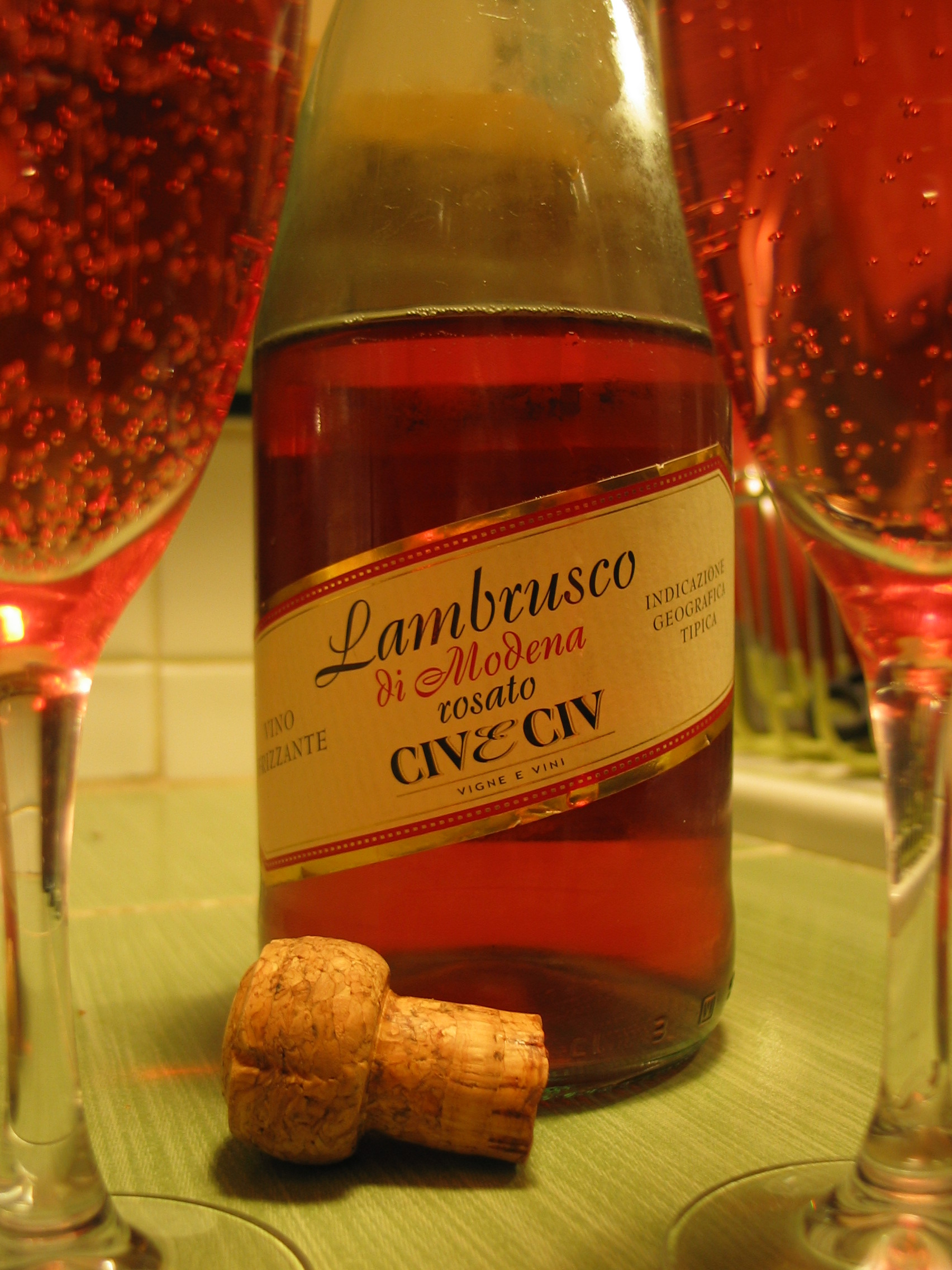
ランブルスコ

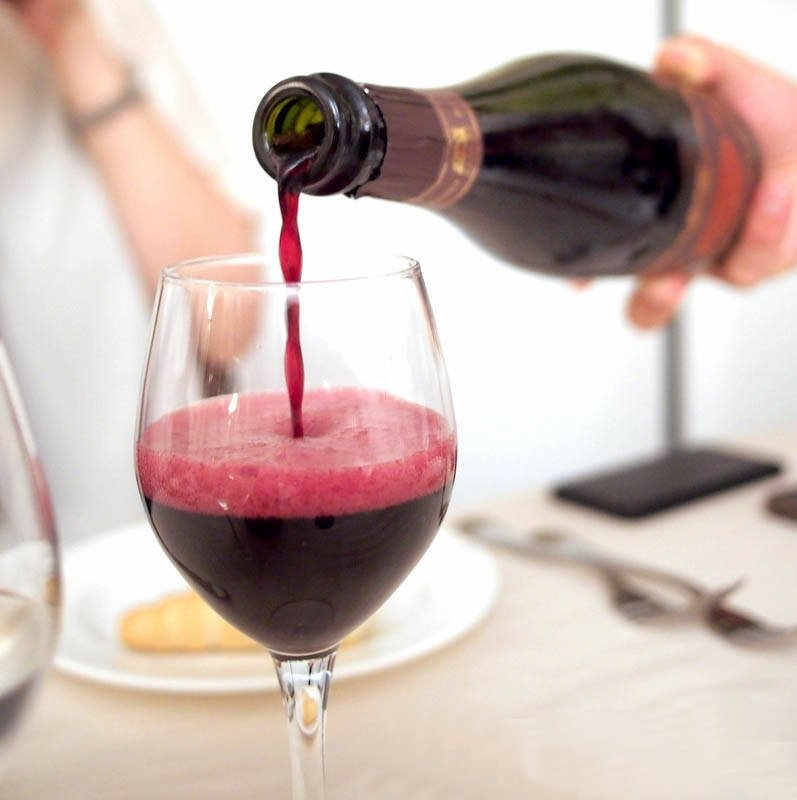
ランブルスコ

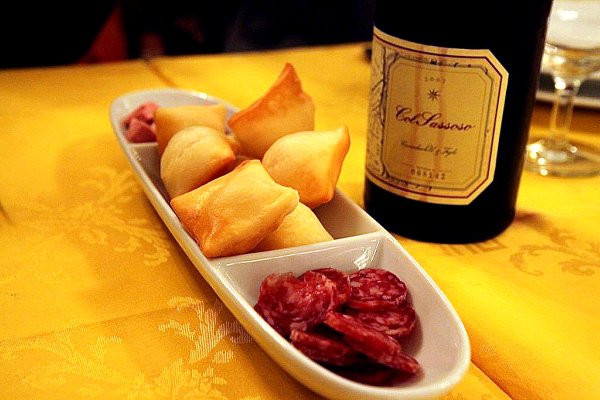
ニョッコ・フリットとランブルスコ

ランブルスコはイタリアのエミリア・ロマーニャ州でつくられる、天然弱発泡性（スパークリングワイン）の赤ワインである。レッジョ、モデナ周辺のポー川流域の平坦地で栽培したランブルスコ種から作られ、味は甘口（dolce ドルチェ）、やや甘口（amabile アマビーレ）、やや辛口（semisecco セミセッコ）、辛口（secco セッコ）がある。

または、ランブルスコ系のブドウ品種である。
ランブルスコを冠するD.O.C.ワインは以下のものがある。
- ランブルスコ・ディ・ソルバーラ(Lambrusco di Sorbara)
- ランブルスコ・グラスパロッサ・ディ・カステルヴェトロ(Lambrusco Grasparossa di Castelvetro)
- ランブルスコ・マントヴァーノ(Lambrusco Mantovano)
- ランブルスコ・レッジャーノ(Lambrusco Reggiano)
- ランブルスコ・ディ・サンタ・クローチェ(Lambrusco Salamino di Santa Croce)